# Olvsta
Olvsta är en bebyggelse mellan Kolbäck och Strömsholm i Kolbäcks socken i Hallstahammars kommun. Från 2015 till 2020 samt åter från 2023 avgränsade SCB här en småort.